# Anne-Marie Kot
Anne-Marie Kot (ur. 3 lipca 1990 w Kędzierzynie-Koźlu) – polska tancerka, trenerka personalna i choreografka w dziedzinie akrobatyki powietrznej.

## Życiorys
Anne-Marie Kot mieszkała w Polsce do 2012, następnie wyjechała do Hamburga. Po ukończeniu szkoły średniej wyjechała do Krakowa, gdzie studiowała sports science na Akademii Wychowania Fizycznego w Krakowie od 2009 do 2012. Pasję do tańca odkryła w sobie dosyć późno. W wieku 21 lat na studiach miała zajęcia z akrobatyki i gimnastyki, odkryła wtedy zamiłowanie do tańca. W 2012 roku została mistrzynią świata w pole dance w kategorii amatorek. Jest również mistrzynią Niemiec z 2013 roku, a w 2014 roku została mistrzynią Europy.
Po wyjeździe studiowała również biologię na Leibniz Universität Hannover – rocznik 2012. Przełomem w życiu Anne-Marie była wygrana Pole World Championship 2012 w Rio de Janeiro w Brazylii.
W 2015 roku wystąpiła w programie telewizyjnym Mam Talent!, w którym doszła do finału. W 2016 roku wystąpiła w programie Das Supertalent.
Również w 2016 roku założyła polską federację akrobatyki powietrznej – Polish Federation Air Power Athletics, gdzie jest prezeską. W 2017 roku wystąpiła w programie telewizyjnym Ninja Warrior Germany.
W 2019 roku wystąpiła w pierwszej edycji programu telewizyjnego Ninja Warrior Polska. W 2020 roku wystąpiła w Let’s Dance – Profi Challenge tańcząc w parze z Erichem Klannem.

## Osiągnięcia
- Uczestnik – Deutsche Supertalent 10te Stafel 2016
- 1. miejsce – Miss Pole Dance Globe Art Division 2016
- 3. miejsce – Miss Pole Dance Globe – Professional Woman 18–44 2016
- 2. miejsce – Miss Pole Dance Globe – Double 18–44 – 2016
- 1. miejsce – Miss Pole Dance Germany Professional Frauen 18–44 – 2016
- 1. miejsce – Miss Pole Dance Germany Art Division – 2016
- 1. miejsce – Miss Pole Dance Germany Double 18–44 – 2016
- Finalistka – Pole World Cup 2016, Rio de Janeiro (cath. Professional)
- Finalistka – Mam Talent! (8. Edycja, 2015)
- 2. miejsce – Miss Pole Dance Globe 2015 (cath. Professional)

- 1. miejsce – Miss & Mister Pole Dance Germany 2015 (cath. Professional Women)
- Finalistka – Pole World Cup 2014, Rio de Janeiro (cath. Professional)
- 1. miejsce – European Pole Dance Champion in Blackpool 2014
- 1. miejsce – Intercontinenal Pole Dance Champion 2014 (cath. Champion of Champion)
- Finalistka – EPSWU in Prag 2014 (cath. Professional B)
- 1. miejsce – Score on the German Qualification to the Deutsche Pole Dance Meisterschaft (Passau 2014 Professional)
- 1. miejsce – Pole World Championship 2012 in Rio de Janeiro (Brasil, amateur)
- 1. miejsce – Deutsche Pole Dance Meisterschaft 2013
- 2. miejsce – AMP Sport Aerobic Poland 2011